# Trekungaförbundet
För trekungamötena i Norden, se trekungamötet.
Trekungaförbundet var en 1849 ingången sammanslutning inom Tyska förbundet mellan Preussen, Hannover och Sachsen, åsyftande Tyska förbundets reformering under preussisk ledning.